# چارلز ئی. پاتر
چارلز ادوارد پاتر (به انگلیسی: Charles Edward Potter) سناتور سابق عضو حزب جمهوری‌خواه ایالات متحده آمریکا بود. وی در سال ۱۹۵۲ تا ۱۹۵۹ میلادی سناتور ایالت میشیگان در سنای ایالات متحده آمریکا بود.